# Роллан Курбіс
Роллан Курбіс (фр. Rolland Courbis, МФА: [rɔlɑ̃ kuʁˈbis], нар. 12 серпня 1953, Марсель) — французький футболіст, що грав на позиції захисника, флангового півзахисника. По завершенні ігрової кар'єри — тренер.

## Ігрова кар'єра
Народився 12 серпня 1953 року в Марселі. Вихованець юнацьких команд футбольних клубів «УС Поліс» та «Марсель». Стати повноцінним гравцем основної команди «Марселя» не зумів і, провівши за неї три гри в сезоні 1971/72, перейшов до «Аяччо», де вже був гравцем основного складу.
1973 року перейшов до грецького «Олімпіакоса». У переможному для команди сезоні 1973/74 взяв участь лише у чотирьох іграх грецької першості, після чого повернувся на батьківщину, де його новим клубом став «Сошо».
Піком ігрової кар'єри Курбіса став період 1977–1982 років, протягом яких він був стабільним основним гравцем «Монако», команди, яка за ці роки двічі вигравала чемпіонат Франції.
Завершував ігрову кар'єру в «Тулоні», за який виступав протягом 1982—1985 років.

## Кар'єра тренера
Розпочав тренерську кар'єру невдовзі по завершенні кар'єри гравця, 1986 року, очоливши тренерський штаб клубу «Тулон».
Протягом 1990-х і початку 2000-х активно працював на батьківщині, тренуючи «Марсель Андум», «Бордо», «Тулузу», «Марсель», «Ланс» і «Аяччо».
2003 року очолював еміратський «Аль-Вахда» (Абу-Дабі), а згодом провів частину 2004 року у Росії, де був головним тренером «Аланії». У 2004–2009 роках тренував «Аяччо» і «Монпельє».
2012 року встиг попрацювати зі збірною Нігеру, швейцарським «Сьйоном» та очолити алжирський «УСМ Алжир». Наступного року приводив останню команду до перемог у Кубку арабських чемпіонів і Кубку Алжиру.
Пізніше був головним тренером «Монпельє» і «Ренна», а 2019 року був асистентом головного тренера в  «Кані».

## Титули і досягнення

### Як гравця
- Чемпіон Греції (1):

«Олімпіакос»: 1973/74
- Чемпіон Франції (3):

«Марсель»: 1971/72
«Монако»: 1977/78, 1981/82
- Володар Кубка Франції (2):

«Марсель»: 1971/72
«Монако»: 1979/80

### Як тренера
- Переможець Ліги 2 (1):

«Аяччо»: 2001/02
- Володар Кубка арабських чемпіонів (1):

«УСМ Алжир»: 2013
- Володар Кубка Алжиру (1):

«УСМ Алжир»: 2013